# Tatami
Tatami (畳) je vrsta talne podlage v japonskih sobah, grajenih v tradicionalnem slogu. Tradicionalno je narejen iz riževe slame, ki tvori jedro, sodobni tatamiji pa so včasih narejeni iz plošč stisnjenega lesnega sekanca ali polistirenske pene, pokrite s tkanino iz slame navadnega ločja (藺草, igusa). Tatamiji so izdelani v standardnih velikostih; dolžina je natančno dvakrat daljša od širina (razmerje 2:1). Po navadi sta dolgi stranici obrobljeni (heri 縁) z brokatom ali navadnim blagom, čeprav so nekateri tatamiji brez herija.

## Zgodovina
Izraz tatami izhaja iz glagola tatamu, kar pomeni zložiti ali kopičiti, saj so bili zgodnji tatamiji tanki in zložljivi, dalo pa se jih je tudi shranjevati skupčkane v slojih. Tatamiji so bili sprva razkošje za plemstvo. V obdobju Heian, ko se je izpopolnil arhitekturni slog plemiških bivališč šinden-zukuri, so bile talne obloge soban v palačah večinoma lesene, tatami so uporabili le kot podlogo za sedenje za najvišjo aristokracijo. V obdobju Kamakura je nastal arhitekturni slog bivališč za samuraje in duhovnike, ki so si nabrali moči, šoin-zukuri. Ta arhitekturni slog je dosegel vrhunec razvoja v obdobju Muromači, ko so tatamije postopoma začeli polagati preko celotne sobe, začenši z majhnimi sobami. Sobe, popolnoma obložene s tatamiji, so znane kot zašiki (座敷, dobesedno "prostor, razprostrt za sedenje"); pravila o prostoru za sedenje in bontonu so določala postavitev tatamijev v sobi. Pred sredino 16. stoletja naj bi vladajoče plemstvo in samuraji spali na tatamijih ali tkanih preprogah, imenovanih goza (茣蓙), medtem ko so navadni ljudje za ležišče uporabljali kar slamnate preproge ali ohlapno slamo.
Nižji sloji so živeli v hišah s talni podlogo, ki je direktno pokrivala zemljo. Tatamiji so postali postopoma popularni in končno dosegli domove navadnih ljudi na koncu 17. stoletja.
Hiše, zgrajene v današnjem času, imajo pogosto zelo malo sob, pokritih s tatamiji, če sploh kakšno. Imeti samo eno takšno sobo ni nič nenavadnega. Sobe, ki imajo tatami in druge tradicionalne arhitekturne značilnosti, se imenujejo nihonma ali vašicu, "sobe v japonskem slogu".

## Velikost
Velikost tatamija se razlikuje med različnimi regijami Japonske.
- Kjoto – na tem področju merijo 0,955 m krat 1,91 m; tatamiju te velikosti se reče tudi Kjoma (京間) tatami.
- Nagoja – na tem področju merijo na splošno 0,91 m krat 1,82 m, imenujejo se ajnoma (合の間, dobesedno "vmesna velikost") tatami
- Tokio – tu na splošno merijo 0,88 m krat 1,76 metra, imenujejo se Edoma (江戸間) ali Kantoma (関東間) tatami po bivši prestolnici Edo in regiji Kanto, kjer stoji današnji Tokio.

Debelina tatamija Kjoma je 5,5 cm, Kantoma pa 6,0 cm. Polovični tatami se imenuje handžo (半畳), podloga iz treh četrtin dolžina, ki se uporablja v sobah za čajno ceremonijo (čašicu), pa dajmedatami (大目 ali 台目). V tradicionalnih japonskih enotah za dolžino so mere tatamija (dopuščene so regionalne razlike) 1 ken krat polovica kena ali ekvivalentno 6 šakujev krat 3 šakuje – formalno je to 1,81818 m krat 0,90909 m, kar je velikost tatamija Nagoja.
Na Japonskem površino sobe pogosto merijo s številom tatamijev (števnik -畳, -džo); eden meri približno 1,653 m2 (tatami Nagoja). S tradicionalnimi enotami izražajo velikost 1 kvadratni ken (2 tatamija) z enoto 1 cubo.
Nekatere pogoste velikosti sob v regiji okoli Nagoje:
41⁄2 preproge = 9 šaku × 9 šaku ≈ 2,73 m × 2,73 m
6 preprog = 9 šaku × 12 šaku ≈ 2,73 m × 3,64 m
8 preprog = 12 šaku × 12 šaku ≈ 3,64 m × 3,64 m
Trgovine so bile tradicionalno zasnovane za 51⁄2 preproge, čajne sobe pa so pogosto velikosti 41⁄2 preproge.

## Postavitev
Glede polaganja tatamijev obstajajo določena pravilo, tako glede števila v sobi kot tudi glede postavitve. V obdobju Edo so razločevali med "ugodno" in "neugodno" postavitvijo, zato so tatamije razporejali glede na priložnost. V sodobnih postavitvah je pogostejša "ugodna", pri kateri se robovi tatamijev stikajo v obliki črke "T", medtem ko pri "neugodni" v obliki znaka "+". "Ugodna" postavitev navadno zahteva uporabo polovičnega tatamija za zapolnitev prostora.
"Neugodna" postavitev naj bi prinašala nesrečo.